# 文化界監察暴力行動組
文化界監察暴力行動組（英語：Hong Kong Shield），簡稱文化監暴，是由50位香港文化界人士参与，于2014年10月10日宣布成立。在其成立之初发表的声明中表示，其支持在占领中环期间在街头作出和平抗争的群众，并且注意到香港政府在事件中滥用暴力、回避对话、推卸责任及散步谣传的做法，希望號召不同界別發聲，制止暴力。
召集人何式凝在接受采访时还表示，每個香港人都有責任爭取普選、監察暴力，不讓恐懼阻止市民爭取正義，並指每個人也有道義責任守護學生。
2021年7月初，立場新聞發現文化監暴facebook專頁無法瀏覽。

## 活动区域
- 夏慤村